# Всеросійський шаховий турнір 1903
Третій Всеросійський шаховий турнір (рос. III Всероссийский шахматный турнир) — змагання, що пройшло у Києві з 1 по 23 вересня 1903 року, об'єднавши дев'ятнадцять провідних шахістів Російської імперії. Шахова історія згадує цей та інші Всеросійські турніри як неофіційні чемпіонати з шахів. 

## Перебіг турніру

### Організація
За повідомленням російського шахіста Михайла Чигоріна, ідея шахового турніру в Києві з'явилася ще в 1901 році. Основну підготовчу роботу взяло на себе створене в той же час Київське Шахове Товариство, анонси та звіти про турнір розмістив на своїх сторінках журнал Шаховий огляд.
Активними учасниками шахового товариства та організаторами змагання в Києві були Федір Дуз-Хотимирський, С. А.(?) Шиманський. Почесним головою товариства та патроном турніру був шляхтич польського походження граф Платер , секретарем - М. Л. Венгеров, асистентом — М. Лохтін.
Згідно з правилами турніру кожен учасник мусив зробити попередній внесок у розмірі 40 рублів, після завершення змагань за умови сумлінної гри половину з суми можна було повернути собі. Призи складали: 500, 350, 275, 200, 125, 50 і 30 рублів. Партії грались у три тури. Якщо вони не виявляли переможця, мав бути зіграний додатковий матч.
Турнір проходив у будівлі київського вело-товариства на розі вулиць Лютеранської та Хрещатик, поруч з кафе Варшава, де зазвичай проводили час київські шахісти

### Учасники та результати

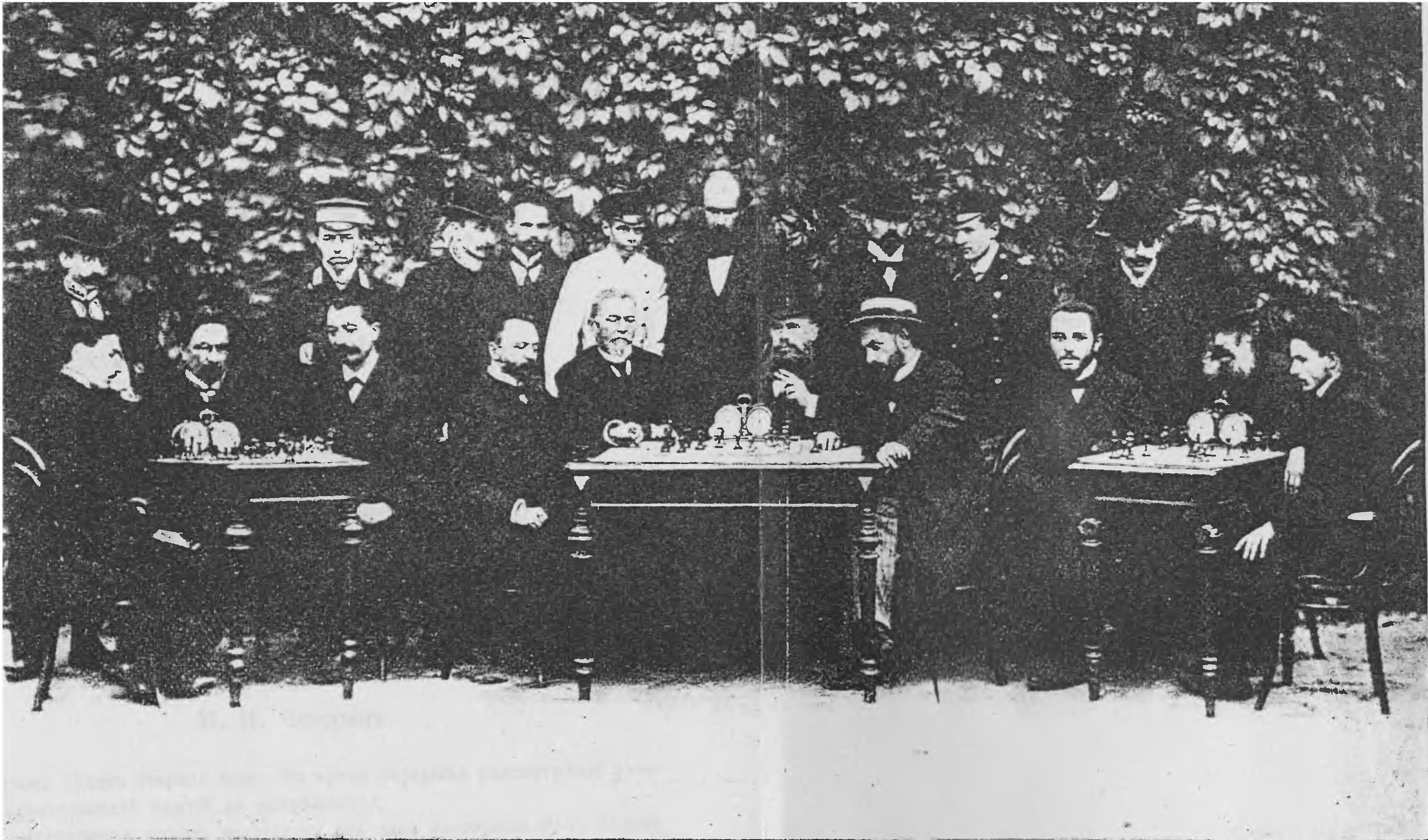
21 вересня, учасники турніру та члени оргкомитету
Від лівого краю стоять:, С. Ізбинський, В. Куломзін, С. Лебедєв, Є. Зноско-Боровський, С. Левитський, Н. Калинський, П. Бенько,.
Від лівого краю сидять: А. Рубінштейн, М. Венгеров,, М. Чигорін, М. Лохтін, граф Платер,, Й. Бернштейн,, Ф. Дуз-Хотимирський.

Головною зіркою турніру безумовно був найкращий шахіст Імперії, претендент на світову шахову корону (у 1889 та 1892). У Києві 53-річний Михайло Чигорін втретє тріумфував на Всеросійській першості, однак його перемога не була беззастережною, як у минулі роки: він програв шахістам, які зайняли друге і третє місця, обійшов їх лише на очко і на півтора відповідно. Вже в четвертому Всеросійському турнірі (1905-1906) він був передостаннім. Але цей рік майстер провів надзвичайно успішно, перемігши також на турнірі в Відні та обігравши в неофіційному матчі чемпіона світу Емануеля Ласкера.
1903 року в Києві про себе заявило нове покоління шахістів, багатьом із них судилося стати визнаними майстрами: 
- Йосип Бернштейн (1882, Житомир — 1962, південь Франції) приїхав на турнір з Німеччини, де до цього здобув декілька призів Німецького шахового товариства. Цей успіх (друге місце та перемога над Чигоріним) — один з перших у його біографії. Міжнародний гросмейстер (1950) та арбітр.
- Генріх Сальве[pl] (1864, Варшава — 1920, Лодзь) попри свій солідний вік дебютував на всеросійському рівні, його четверте місце в Київському турнірі стало сходинкою до перемоги в наступній першості (1905-1906).
- Акіба Рубінштейн (1882, Підляшшя — 1961, Бельгія) вперше взяв участь у турнірі майстрів і зайняв 5 місце. Майбутній чемпіон Росії (1907, 1912), чемпіон Польщі (1927). Переможець шахової олімпіади 1930 у складі збірної Польщі. Міжнародний гросмейстер (1950).
- Зноско-Боровський Євген Олександрович (1884, Павловськ — 1954, Париж) цього ж року дебютував перемогою в турнірі петербурзьких майстрів. Шаховий теоретик і письменник.

За декілька років трагічно обірвалося життя Володимира Юревича, який завершив турнір на третій позиції: учасник революції 1905—1907 він помер в ув'язненні у Києві в віці 38 років. Також молодим помер дебютант турніру Стефан Ізбінський, один з найталановитіших київських шахістів початку ХХ сторіччя.
Для вчителя Чигоріна, колишнього шахового короля Росії, Емануїла Шіфферса цей турнір був останньою значною віхою в біографії.
Велике значення турнір 1903 року мав для розвитку шахів у Києві, а позаяк і в Україні. Участь шести місцевих шахістів була не надто вдалою. Найкращий результат (6-7 ме місце) показав також дебютант турнірів Мойше Ловцький (1881 — 1940), на півтора очка від нього відстав 19-річний Стефан Ізбінський. Решта киян, включно з Федором Дуз-Хотимирським опинилися на останніх місцях. В. Бреєв достроково припинив змагання.
Але київське товариство любителів шахів цією подією гучно заявило про себе, позначило Місто над Дніпром на шаховій мапі Європи. В наступні роки вдалося залучати до показових матчів у Києві провідних шахістів, виховати власних майстрів, а рівно через десять років до Міста завітав претендент на світову шахову корону Х. Р. Капабланка.
На честь переможця змагань, Михайла Чигоріна в післявоєнному Києві була названа вулиця.

## Турнірна таблиця
| #  | Гравець                               | Місто           | Країна  | 1 | 2 | 3 | 4 | 5 | 6 | 7 | 8 | 9 | 10 | 11 | 12 | 13 | 14 | 15 | 16 | 17 | 18 | 19 | Total |
| -- | ------------------------------------- | --------------- | ------- | - | - | - | - | - | - | - | - | - | -- | -- | -- | -- | -- | -- | -- | -- | -- | -- | ----- |
| 1  | Михайло Чигорін                       | Санкт-Петербург | Росія   |   | 0 | 0 | 1 | 1 | 1 | 1 | 1 | ½ | 1  | 1  | 1  | 1  | 1  | +  | 1  | ½  | 1  | 1  | 15.0  |
| 2  | Йосип Бернштейн                       | Житомир         | Україна | 1 |   | 1 | ½ | 1 | 0 | ½ | ½ | ½ | 1  | 1  | 1  | 1  | 0  | 1  | 1  | 1  | 1  | +  | 14.0  |
| 3  | Володимир Юревич[de]                  | Москва          | Росія   | 1 | 0 |   | ½ | 0 | 1 | 1 | 1 | 0 | 1  | 0  | 1  | 1  | 1  | 1  | 1  | 1  | 1  | 1  | 13.5  |
| 4  | Генріх Сальве[pl]                     | Лодзь           | Польща  | 0 | ½ | ½ |   | ½ | 1 | 1 | 0 | 1 | 1  | 1  | 0  | 1  | ½  | 1  | 1  | 1  | 1  | +  | 13.0  |
| 5  | Акіба Рубінштейн                      | Лодзь           | Польща  | 0 | 0 | 1 | ½ |   | ½ | 0 | ½ | 1 | 1  | 0  | 1  | 1  | 1  | 0  | 1  | 1  | 1  | +  | 11.5  |
| 6  | Зноско-Боровський Євген Олександрович | Санкт-Петербург | Росія   | 0 | 1 | 0 | 0 | ½ |   | ½ | 1 | 0 | ½  | 1  | ½  | 1  | 0  | 1  | 1  | 1  | 1  | +  | 11.0  |
| 7  | Мойше Ловцький[pl]                    | Київ            | Україна | 0 | ½ | 0 | 0 | 1 | ½ |   | ½ | 1 | 1  | 1  | ½  | 0  | 1  | ½  | 1  | ½  | 1  | 1  | 11.0  |
| 8  | Степан Левицький[ru]                  | Нижній Тагіл    | Росія   | 0 | ½ | 0 | 1 | ½ | 0 | ½ |   | 0 | 0  | 1  | 1  | 1  | 1  | 1  | 0  | 1  | 1  | 1  | 10.5  |
| 9  | Стефан Ізбінський                     | Київ            | Україна | ½ | ½ | 1 | 0 | 0 | 1 | 0 | 1 |   | 0  | 1  | 1  | 0  | 1  | 0  | 0  | ½  | 1  | 1  | 9.5   |
| 10 | Лебедєв Сергій Федорович[en]          | Санкт-Петербург | Росія   | 0 | 0 | 0 | 0 | 0 | ½ | 0 | 1 | 1 |    | 1  | 1  | ½  | 0  | ½  | 1  | 1  | 1  | 1  | 9.5   |
| 11 | Абрам Рабінович[en]                   | Вільнюс         | Литва   | 0 | 0 | 1 | 0 | 1 | 0 | 0 | 0 | 0 | 0  |    | 0  | 1  | 1  | ½  | 1  | 1  | 1  | +  | 8.5   |
| 12 | Емануїл Шіфферс[ru]                   | Санкт-Петербург | Росія   | 0 | 0 | 0 | 1 | 0 | ½ | ½ | 0 | 0 | 0  | 1  |    | 1  | 1  | 1  | 1  | 0  | ½  | +  | 8.5   |
| 13 | В'ячеслав Куломзін                    | Кострома        | Росія   | 0 | 0 | 0 | 0 | 0 | 0 | 1 | 0 | 1 | ½  | 0  | 0  |    | 1  | 1  | 1  | 1  | ½  | +  | 8.0   |
| 14 | Н. Калінський                         | Новохоперськ    | Росія   | 0 | 1 | 0 | ½ | 0 | 1 | 0 | 0 | 0 | 1  | 0  | 0  | 0  |    | 1  | 0  | 1  | 1  | 1  | 7.5   |
| 15 | Дуз-Хотимирський Федір Іванович       | Київ            | Україна | - | 0 | 0 | 0 | 1 | 0 | ½ | 0 | 1 | ½  | ½  | 0  | 0  | 0  |    | ½  | 1  | 1  | 1  | 7.0   |
| 16 | П. П. Бенько                          | Київ            | Україна | 0 | 0 | 0 | 0 | 0 | 0 | 0 | 1 | 1 | 0  | 0  | 0  | 0  | 1  | ½  |    | 1  | 1  | 1  | 6.5   |
| 17 | Борис Ніколаєв                        | Київ            | Україна | ½ | 0 | 0 | 0 | 0 | 0 | ½ | 0 | ½ | 0  | 0  | 1  | 0  | 0  | 0  | 0  |    | 1  | 1  | 4.5   |
| 18 | Вільгельм фон Штамм[en]               | Рига            | Латвія  | 0 | 0 | 0 | 0 | 0 | 0 | 0 | 0 | 0 | 0  | 0  | ½  | ½  | 0  | 0  | 0  | 0  |    | 1  | 2.0   |
| 19 | В. В. Бреєв                           | Київ            | Україна | 0 | - | 0 | - | - | - | 0 | 0 | 0 | 0  | -  | -  | -  | 0  | 0  | 0  | 0  | 0  |    | 0.0   |